# Eleanor Thornton
Eleanor Velasco Thornton (* 15. April 1880 in London als Nelly Thornton; † 30. Dezember 1915 im Mittelmeer) war eine britische High-Society-Angehörige und ein Kunstmodell. Sie war auch unter ihrem Spitznamen „Thorn“ (deutsch: Dorn) bekannt.
Sie stand für den Bildhauer Charles Sykes Modell und war das Vorbild für seine Spirit of Ecstasy, die Kühlerfigur der Rolls-Royce-Fahrzeuge. Sie war die Sekretärin und Geliebte des verheirateten britischen Adeligen John Douglas-Scott-Montagu, 2. Baron Montagu of Beaulieu.
Thornton kam am 30. Dezember 1915 bei der Versenkung des britischen Passagierdampfers Persia ums Leben. Das Schiff wurde im östlichen Mittelmeer auf dem Weg nach Indien vom deutschen U-Boot U 38 unter dem Kommando von Kapitän Max Valentiner ohne Vorwarnung torpediert.